# اوسورنو، شیلی
اوسورنو، شیلی (به انگلیسی: Osorno, Chile) شهری در جنوب شیلی که مرکز استان اوسورنو می‌باشد

## خصوصیات
شهر اوسورنو کیلومتر مربع ۹۵۱٫۳ مساحت ۱۴۵٬۴۷۵ نفر جمعیت و ۳۵ متر از سطح دریا ارتفاع دارد

## نگارخانه

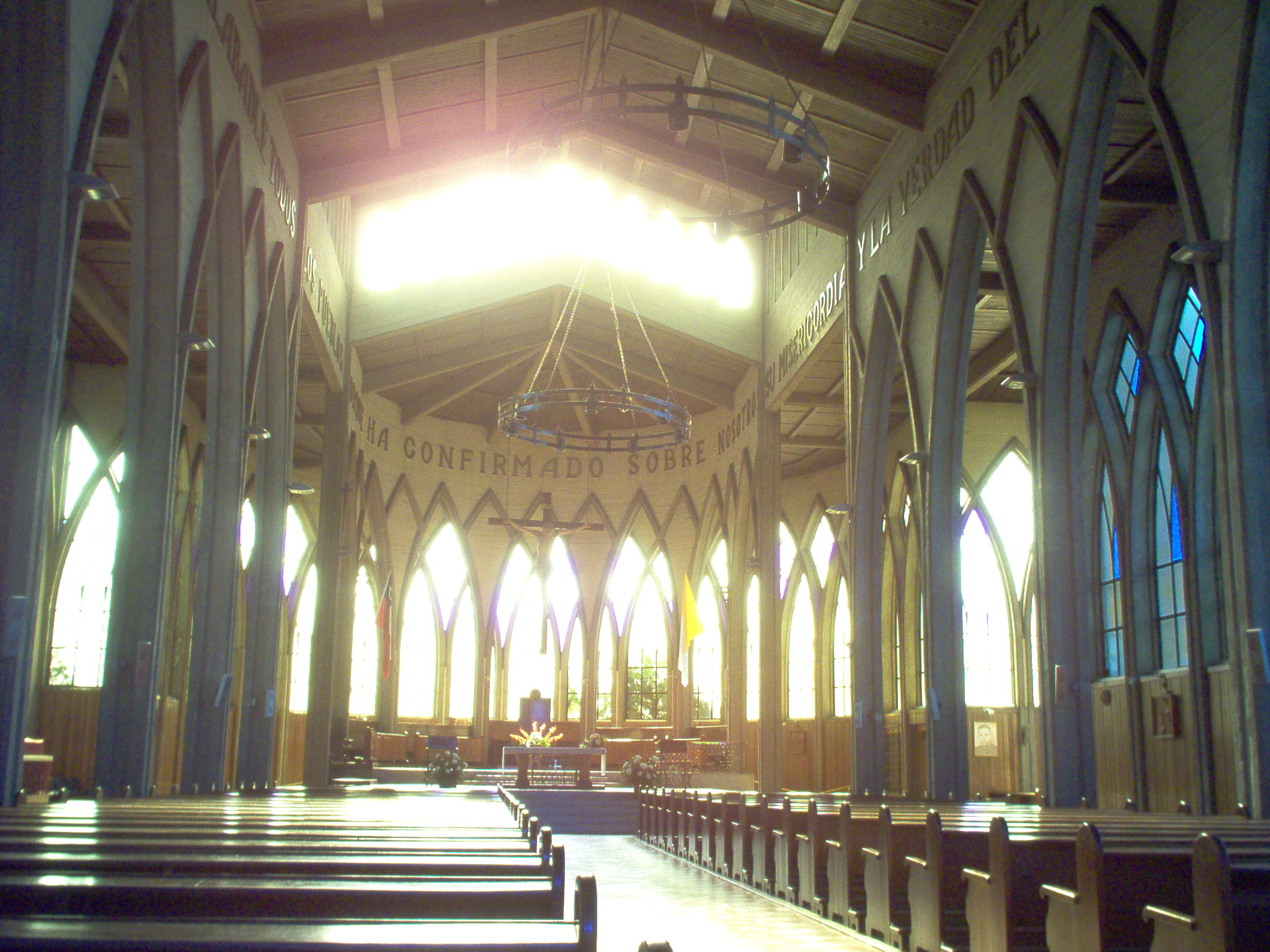
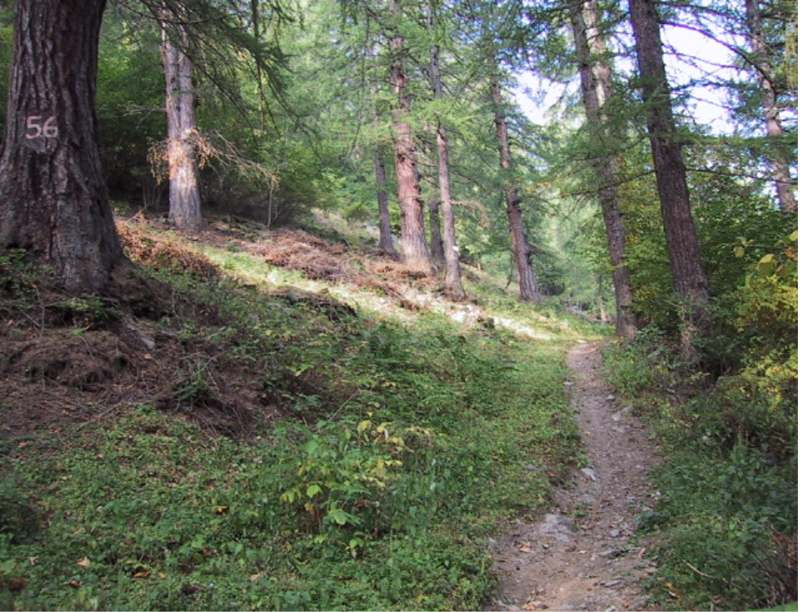
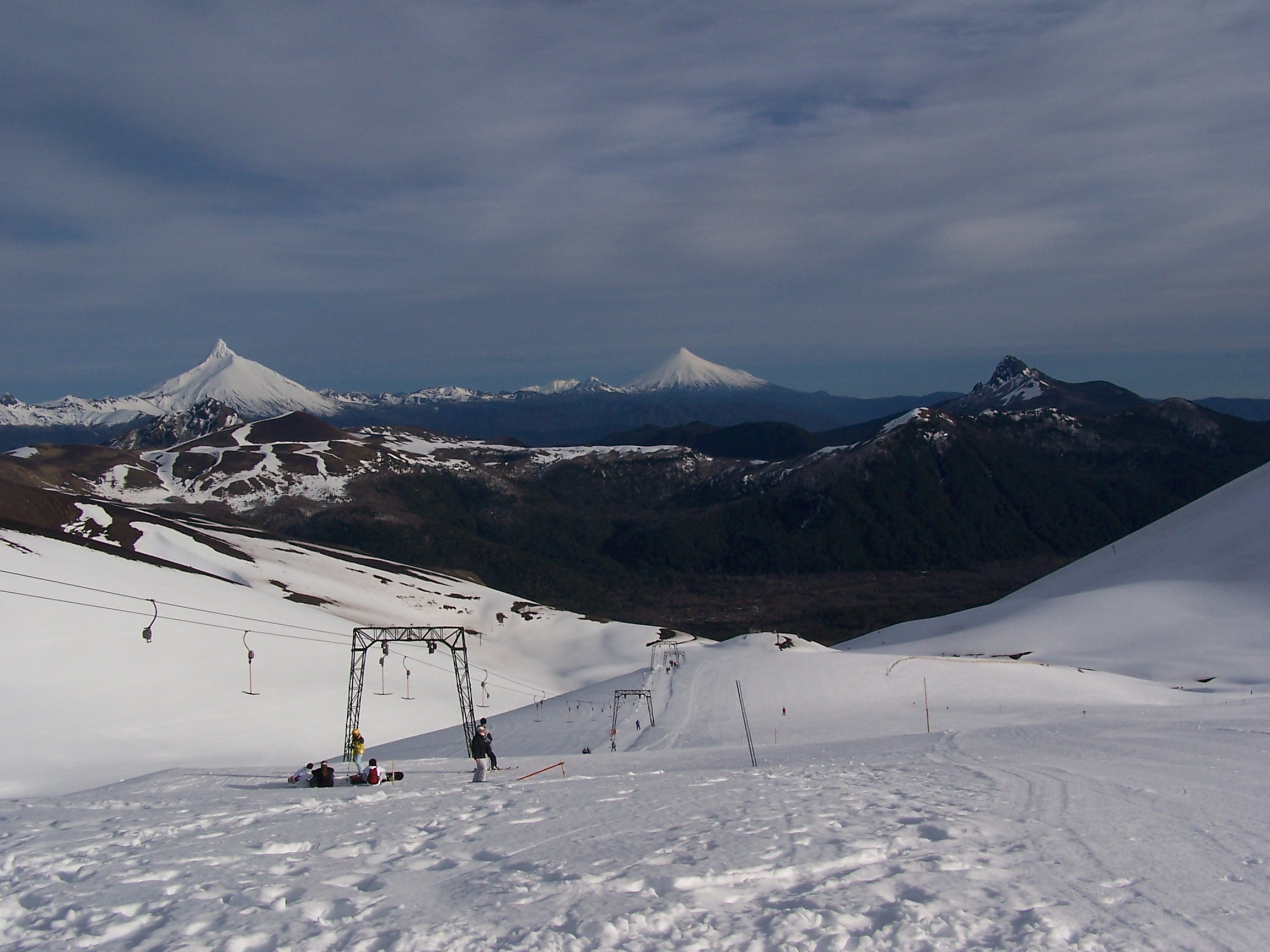
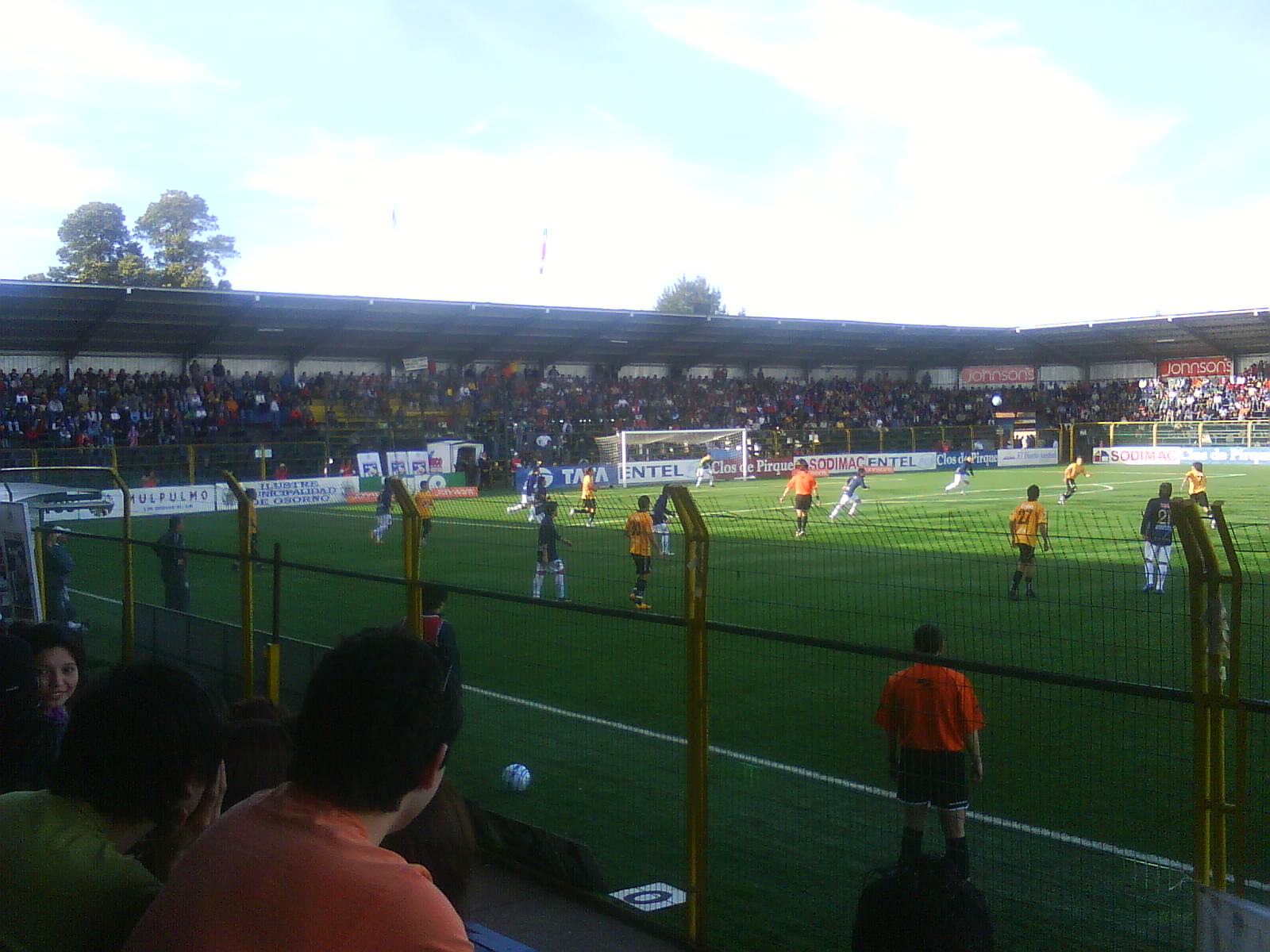